# Alice in the Big League
Série Alice Comedies
Alice the Beach Nut
(1927)
Pour plus de détails, voir Fiche technique et Distribution.
Alice in the Big League est un court métrage d'animation américain muet de la série Alice Comedies sorti en 1927.

## Synopsis
Alice joue au baseball dans la grande ligue lorsque les animaux commencent à faire exception de ses mauvais lancés.

## Fiche technique
- Titre original : Alice in the Big League
- Série : Alice Comedies
- Réalisation : Walt Disney
- Animation : Norm Blackburn, Les Clark, Ben Clopton, Friz Freleng, Rollin Hamilton, Rudolf Ising, Ub Iwerks, Hugh Harman
- Photographie : Rudolf Ising, Mike Marcus
- Production : Walt Disney, Margaret J. Winkler
- Société de production : Disney Brothers Studios
- Société de distribution : FBO pour Margaret J. Winkler (1927)
- Budget : 1 560 $
- Pays :  États-Unis
- Format d'image : noir et blanc - 35 mm - 1,37:1 - muet
- Genre : animation et prises de vues réelles
- Durée : 8 min 23
- Dates de sortie : 22 août 1927[1]

Source : Walt in Wonderland

## Distribution
- Lois Hardwick : Alice

## Commentaires
Produit le 26 mars 1927 (prise de vue réelle) et en avril 1927 (animation), le film a été livré le 30 avril 1927 et présenté en avant-première le 16 juillet 1927 à Los Angeles. Le copyright a été déposé le 22 août 1927 par R-C Pictures Corp.
C'est le dernier film de la série Alice Comedies, Walt Disney se coscrant dès lors à sa nouvelle série Oswald le lapin chanceux.